# Вилхелм фон Юлих Млади
Вилхелм фон Юлих Млади (на нидерландски: Willem van Gulik de Jongere; * 1275, † 18 август 1304) е нидерландски благородник, архидякон в Лиеж и генерал.

## Биография
Той е син на Вилхелм V фон Юлих († 1278), граф на Юлих, и съпругата му Мария дьо Дампиер (1253 – 1297), дъщеря на Гвидо I Дампиер, граф на Фландрия.
Вилхелм става архидякон на княжеския епископ в Лиеж. След смъртта на чичо му граф Валрам от Юлих († 1297), той започва активно да подкрепя въстанието във Фландрия. Той ръководи немска наемническа войска. На 20 август 1297 г. е победен в битката при Вьорне от френската войска. В прочутата битка при Куртре (11 юли 1302) Вилхелм е командир заедно с чичо му Гвидо от Намюр на победоносните флами.
На 18 август 1304 г. фламите са победени в битката при при Монс-ан-Певеле от крал Филип IV Красивия, Вилхелм е убит от граф Райналд II фон Дамартен.